# 哈里托尼夫卡 (辛菲羅波爾區)
45°12′26″N 34°8′51″E / 45.20722°N 34.14750°E
哈里托尼夫卡（俄语：Харитоновка），是烏克蘭的城鎮，位於克里米亞，由菲羅波爾區負責管轄，面積0.45平方公里，海拔高度104米，2014年人口296，六成居民是俄羅斯人。